# Yuncler
Yuncler es un municipio y localidad española de la provincia de Toledo, en la comunidad autónoma de Castilla-La Mancha. El término municipal, ubicado en la comarca de La Sagra, tiene una población de 5033 habitantes (INE 2024). 

## Toponimia
El término «Yuncler» es un topónimo mozárabe, derivado de «junko», que significa en mozárabe «juncia». En documentos de los siglos XII y XII aparece con los nombres «Ocner», «Yunquer» y el actual «Yuncler».

## Geografía
El municipio tiene una extensión de 17,52 km². La localidad se encuentra a unos 534 m sobre el nivel del mar y se halla a 42 km de Madrid y a 25 km de Toledo. Limita al sur con Villaluenga de la Sagra; al norte, con Yuncos y Cedillo del Condado; al noreste, con Numancia de la Sagra; al este, con Pantoja y al oeste, con Cedillo.  La localidad está situada en el kilómetro 46,6 de la A-42 (autovía Madrid-Toledo), en plena comarca de La Sagra.

## Historia
Los primeros pobladores son de origen mozárabe y por estas fechas se conoció como Ocner, y aparece mencionado en documentos mozárabes de 1179, 1197 y 1212. Si bien también aparecerá mencionado en los documentos de los siglos XII y XII, como Yunquer y bajo las grafías conocidas actualmente de Yuncler.
A mediados del siglo XIX, el lugar contaba con una población censada de 801 habitantes. La localidad aparece descrita en el decimosexto volumen del Diccionario geográfico-estadístico-histórico de España y sus posesiones de Ultramar de Pascual Madoz de la siguiente manera:

YUNCLER: v. con ayunt. en la prov. y dióc. de Toledo (4 leg.), part. jud. de Illescas (2), aud. terr. de Madrid (8), c. g. de Castilla la Nueva: sit. en el territorio de la Sagra, es de clima templado y sano y goza de un hermoso cielo: tiene 192 casas de piso bajo; la de ayunt.; cárcel, escuela dotada con 980 rs. de los fondos públicos, á la que asisten 65 niños ; igl. parr. (Sta. Maria Magdalena) con curato de segundo ascenso, de provision ordinaria, y en los afueras el cementerio; tiene las aguas mas abundandtes y mejores de el pais. Confina el térm. por N. con el de Yuncos; E. Cabañas de la Sagra; S. Villaluenga, y O. Recas, comprendiendo solamente tierras de labor. Le baña el r. Tajo que pasa á 1/4 leg. al S.: el terreno es todo llano y feraz: los caminos vecinales: el correo se recibe en Illescas. prod.: trigo, cebada, avena, centeno, algarrobas, guijas, titos, habas, garbanzos, vino y aceite; se mantiene poco ganado lanar, y se cria caza menuda. ind. y comercio: una fáb.de hiladillos ordinarios de estambre, á la que se dedican las mujeres todo el invierno; se transporta yeso y se trafica en ganado. pobl.: 192 vec., 801 alm. cap. prod.: 1.171,037 rs. imp.: 30,166. contr. según el cálculo oficial de la prov. 74'48 por 100. presupuesto municipal: 11,328 que se cubre con 7,217 por ingresos de propios y el resto con repartimiento vecinal.
(Madoz, 1850, p. 437)

## Demografía
Cuenta con una población de 5033 habitantes (INE 2024).
| Gráfica de evolución demográfica de Yuncler entre 1842 y 2021                                                         |
| |
| Población de derecho según los censos de población del INE. Población de hecho según los censos de población del INE. |

## Economía
Su economía es fundamentalmente agrícola, y en el pasado hubo participación en empresas cerámicas.

## Administración
| Periodo   | Nombre                                                                                          | Partido |
| --------- | ----------------------------------------------------------------------------------------------- | ------- |
| 1979-1983 | Eugenio Rizaldos Carrillo                                                                       | PSOE    |
| 1983-1987 | José María Lalanda Ruiz                                                                         | PDL     |
| 1987-1991 | José María Lalanda Ruiz                                                                         | AP      |
| 1991-1995 | Rosa García Aranjuez                                                                            | PSOE    |
| 1995-1999 | Rosa García Aranjuez (hasta 1996) Ángel Sánchez Orozco (hasta 1999) Alejandro Calderón Carrillo | PSOE    |
| 1999-2003 | Ángel Sánchez Orozco                                                                            | AEY     |
| 2003-2007 | Juan José Ruiz Lalanda (hasta 2004) María del Pilar Gutiérrez Gómez                             | URI PP  |
| 2007-2011 | Luis Miguel Martín Ruiz                                                                         | PSOE    |
| 2011-2015 | Luis Miguel Martín Ruiz                                                                         | PSOE    |
| 2015-2019 | Luis Miguel Martín Ruiz                                                                         | PSOE    |
| 2019-2023 | Luis Miguel Martín Ruiz                                                                         | PSOE    |
| 2023-act. | Luis Miguel Martín Ruiz                                                                         | PSOE    |

## Patrimonio

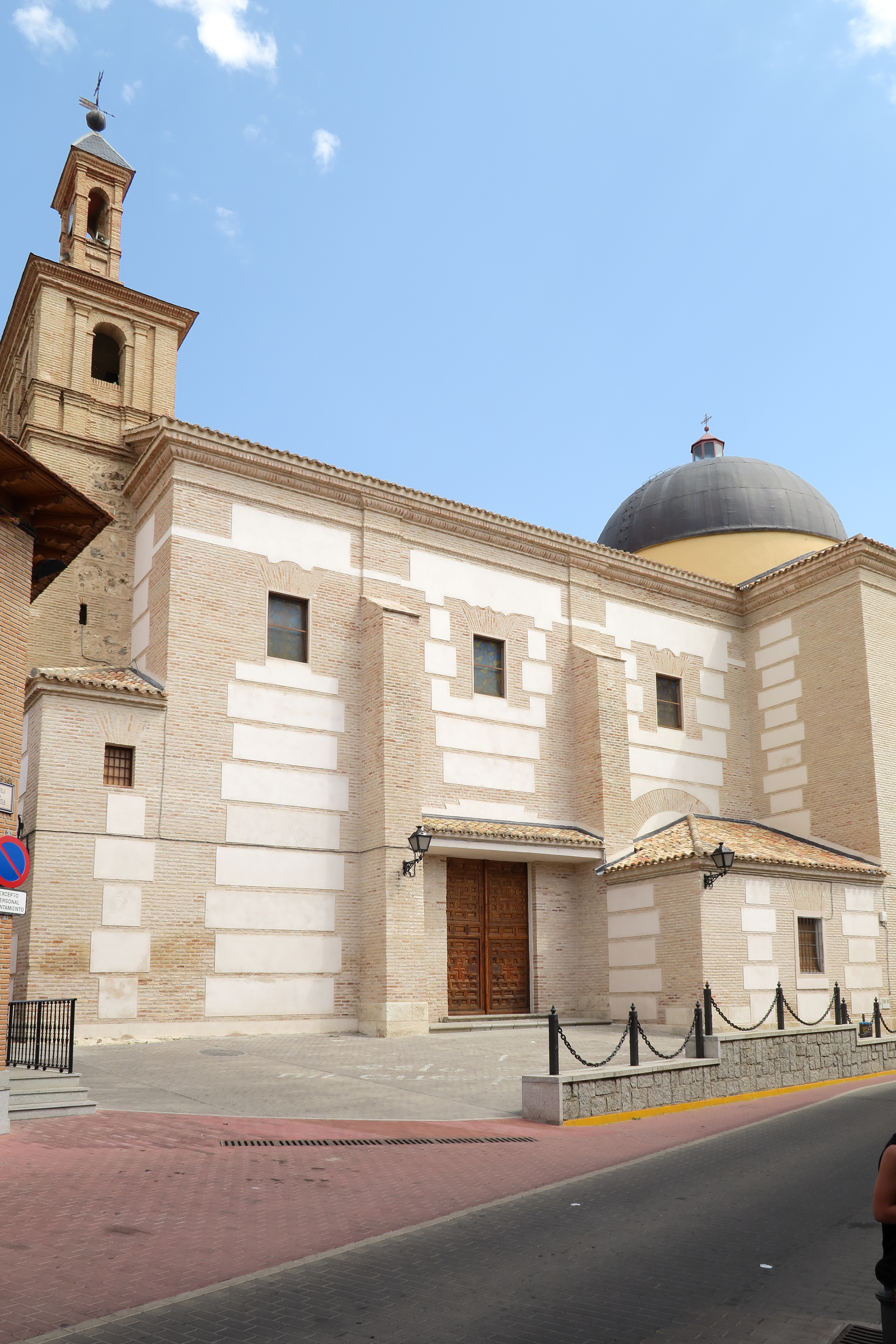
Iglesia de Santa María Magdalena

- Antigua casa de labor de finales del siglo XIX, consagrada patrimonio artístico, y reciclada conservando sus características y fachada intactas, convertida en hotel y restaurante (La Casa Grande), aunque cerrada al público actualmente.
- Iglesia de Santa María Magdalena,[2] también declarada patrimonio artístico. Junto con La Casa Grande y el Ayuntamiento, de construcción moderna, configuran la Plazuela de la Iglesia.
- Fuente de los cuatro caños más conocida por los vecinos como fuente del pilar. Construida en el 1700 de granito y restaurada en 1889 se abastece del manantial que esta a pocos metros del camino viejo a Madrid.
- Centro documental de la Fundación Anselmo Lorenzo, principal referente nacional del movimiento libertario.[4]